# Midden-Saksisch voetbalkampioenschap 1913/14
In 1913/14 werd het vijfde Midden-Saksisch voetbalkampioenschap gespeeld, dat georganiseerd werd door de Midden-Duitse voetbalbond. Riesaer SV 03 werd kampioen en plaatste zich zo voor de Midden-Duitse eindronde. De club verloor in de eerste ronde met 7-0 van SpVgg 1899 Leipzig-Lindenau. 

## 1. Klasse
| Plaats | Club                | Wed. | W | G | V | Saldo | Ptn.  |
| ------ | ------------------- | ---- | - | - | - | ----- | ----- |
| 1.     | Riesaer SV 03       | 8    | 8 | 0 | 0 | 20:05 | 16:00 |
| 2.     | FC Wettin Riesa     | 8    | 4 | 1 | 3 | 18:13 | 09:07 |
| 3.     | Döbelner SC         | 8    | 5 | 0 | 3 | 24:04 | 10:06 |
| 4.     | FC 1901 Roßwein     | 8    | 2 | 1 | 5 | 18:32 | 05:11 |
| 5.     | FC Merkur Hainichen | 8    | 0 | 0 | 8 | 07:33 | 00:16 |

- De wedstrijden Wettin Riesa-Riesaer SV en Wettin Riesa-VfR Freiberg werden niet gespeeld en als nederlaag voor beide teams geteld.

|  | Kampioen, geplaatst voor Midden-Duitse eindronde |